# Ghiacciaio Johnston
Il ghiacciaio Johnston (in inglese Johnston Glacier) è un ghiacciaio situato sulla costa di Lassiter, nella parte orientale della Terra di Palmer, in Antartide. Il ghiacciaio, il cui punto più alto si trova a circa 420 m s.l.m., fluisce in direzione sud-est a partire dal versante sudorientale dei monti Playfair, scorrendo tra i monti Hutton, a nord-est, e la dorsale Guettard, a sud-ovest, fino a entrare nell'insenatura Nantucket.

## Storia
Il ghiacciaio Johnston è stato scoperto durante una ricognizione aerea effettuata nel corso della Spedizione antartica di ricerca Ronne, 1947-48, comandata da Finn Rønne, ed è stato così battezzato da quest'ultimo in onore di Freeborn Johnston, del Dipartimento di Magnetismo Terrestre del Carnegie Institute di Washington D.C., come ringraziamento per i suoi contributi alla stesura del programma geofisico della missione e per i suoi studi effettuati sui risultati di esso.